# Агами
Агамите (Agama) са род гущери от семейство Агамови. По главата имат щитчета. Повечето бързо сменят окраската си. Липсва автотомия.
Съществуват около 300 вида в Югоизточна Европа, Азия и Африка.